# Невирджень
Невирджень, Невирджені (рум. Năvârgeni) — село у повіті Олт в Румунії. Входить до складу комуни Колонешть.
Село розташоване на відстані 113 км на захід від Бухареста, 32 км на північний схід від Слатіни, 75 км на північний схід від Крайови, 136 км на південний захід від Брашова.

## Населення
За даними перепису населення 2002 року у селі проживали 99 осіб, усі — румуни. Усі жителі села рідною мовою назвали румунську.